# 吉野村 (福井県吉田郡)
吉野村（よしのむら）は福井県吉田郡にあった村。現在の永平寺町の南西端にあたる。

## 地理
- 山岳：吉野ヶ岳

## 歴史
- 1889年（明治22年）4月1日 - 町村制の施行により、上吉野村、猪谷村、島村、宮重村、西野中村、小畑村、下吉野村及び吉野堺村の区域をもって、吉野村が発足する。
- 1955年（昭和30年）3月31日 - 松岡町、吉野村及び五領ヶ島村が合併して、改めて松岡町が発足する。